# 纳尔瓦约埃苏 (市镇)
纳尔瓦约埃苏是爱沙尼亚東維魯縣的一个城市型市镇，位于芬兰湾及納爾瓦河岸边。市镇面积为405平方公里，人口数量为4,560人（2021年）。

## 行政管理
2017年爱沙尼亚行政改革后，原瓦伊瓦拉市镇、原科赫特拉-耶爾韋市镇的一个市区（Viivikonna）及原納爾瓦約埃蘇市合并成新的纳尔瓦约埃苏市镇。原纳尔瓦约埃苏市成为一个非独立的城市及新市镇的一个市区。新市镇使用原纳尔瓦约埃苏的旗帜及瓦伊瓦拉的盾徽。
新的市镇包括纳尔瓦约埃苏非独立市、两个小镇和20个村庄。